# スティーヴン・アイルランド
スティーヴン・ジェームズ・アイルランド（Stephen James Ireland, 1986年8月22日 - ）は、アイルランド共和国・コーク出身の元サッカー選手、元アイルランド代表。ポジションは攻撃的ミッドフィルダー。
コーブ・ランブラーズFCでキャリアを開始し、2001年にマンチェスター・シティFCに入団する。2005年9月にプロデビューしてからすぐさま地位を確立すると、そのパフォーマンスでアイルランド代表への扉が開けたが、スティーヴ・ストーントン監督によって突然の終わりを迎えた。2010年9月にジェームズ・ミルナーとのトレードでアストン・ヴィラFCに加入するも精彩を欠いており、期限付き移籍をしたニューカッスル・ユナイテッドFCでも2試合の出場だった。2011-12シーズンになると、ファンによるシーズン最優秀選手に選出されているが、ポール・ランバート監督就任に伴って構想外となり、2014年1月に完全移籍をする前の2013年9月に期限付き移籍でストーク・シティFCへ参加した。

## 経歴

### クラブ

#### 初期
少年時代のヒーローがエリック・カントナであり、フォワードを務めていたアイルランドは、父親のマイケルが過去に所属していたコーブ・ランブラーズFCの下部組織でキャリアを開始し、幾つかのクラブでの入団テストを受けた末、2001年8月に15歳でマンチェスター・シティFCの下部組織に入団した。

#### マンチェスター・シティ
シティの下部組織でマイケル・ジョンソン、マイカ・リチャーズ、ダニエル・スタリッジらと共に育成され、2005年に18歳でトップチームへの昇格を果たすと、シーズン前の親善試合で数試合プレーし、9月18日のボルトン・ワンダラーズFC戦（0-1）で81分から初出場を飾りシュートを放った。その後、21日のドンカスター・ローヴァーズFC戦で公式戦初先発し、プレミアリーグ初先発となった10月2日のエヴァートンFC戦では同試合の最優秀選手に選出され、以後6試合で先発した結果として契約を2009年まで延長することに成功した。デビューシーズンながらも最終的に公式戦で先発16試合、途中出場12試合（リーグ戦のみ先発13試合、途中出場11試合）でプレーし、全体の約半分に出場した。

2006年12月26日に敵地ブラモール・レーン（en）でのシェフィールド・ユナイテッドFC戦（1-0）で20ヤードの距離から左足のボレーシュートによってプレミアリーグ初得点にして決勝点を挙げる。シティでの2得点目は、2007年1月17日に2万5000人の観客が集まったシティ・オブ・マンチェスター・スタジアムで行われたFAカップ3回戦のシェフィールド・ウェンズデイFC戦（2-1）であり、ジョーイ・バートンのペナルティーエリアへの侵入からパスを貰って先制点を挙げている。

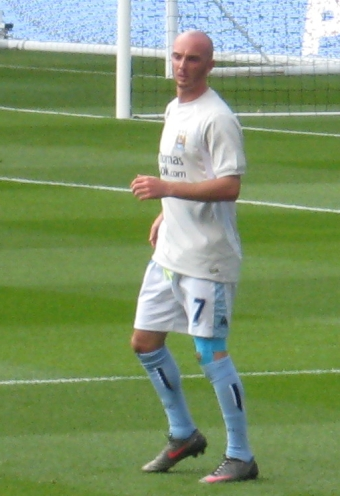
マンチェスター・シティFCでのアイルランド

2月18日にFAカップ5回戦の敵地でのプレストン・ノース・エンドFC戦（3-1）でペナルティーエリア外からボレーシュートを決めた。
2007-08シーズンは、9月20日に契約を2012年6月まで延長する等、シティで順調に進んでおり、11月5日のサンダーランドAFC戦（1-0）ではボレーシュートによる決勝点を挙げた。しかし、ゴールパフォーマンスの際にズボンを下げてスーパーマンのロゴが入ったパンツを見せたことが物議を醸し、イングランドサッカー協会から警告された。11月24日のレディングFC戦で試合終了間際の決勝点を挙げ、同シーズンの本拠地での勝率10割を維持することに一役買った。それから2週間後のトッテナム・ホットスパーFC戦（1-2）では、試合残り10分に李榮杓へ両足の危険なタックルを行ったことでレッドカードによる退場処分となり、それが敗戦に繋がったが、2008年3月16日の本拠地でのトッテナム戦（2-1）では同点を挙げて勝利に貢献している。4月26日のフラムFC戦では、ペナルティーエリア外の左側からケーシー・ケラーの頭上を越す湾曲したシュートを放って右上隅に決め、リーグ通算4得点でシーズンを終了した。
2008-09シーズンは開幕戦こそ途中出場だったが、次のウェストハム・ユナイテッドFC戦（3-0）で先発復帰し、エラーノ・ブルメルの2得点をクロスで2アシストする活躍を見せると、8月31日のサンダーランド戦（3-0）でシーズン初得点、リヴァプールFC戦とニューカッスル・ユナイテッドFC戦で2試合連続得点を挙げた。11月16日のハル・シティAFC戦（2-2）で2得点を挙げたのを皮切りにアーセナルFC戦、UEFAカップ 2008-09でのシャルケ04戦と3試合連続で得点を重ね、エヴァートン戦を最後に公式戦合計13得点を記録した。この活躍の結果、5月20日にクラブの年間最優秀選手に選出され、28日には契約を5年延長し、さらにグレーター・マンチェスターの最優秀選手に選出される充実したものだった。
翌2009-10シーズンはブラックバーン・ローヴァーズFCとの開幕戦（2-0）で早速得点を挙げる素晴らしいスタートを切り、昨季同様の成功を繰り返すかと思われたが、2009年12月にマーク・ヒューズ監督からロベルト・マンチーニ監督に交代すると、ナイジェル・デ・ヨング、ヴァンサン・コンパニ、パトリック・ヴィエラといった実力者達が次々と加入した影響によってシーズン後半は控えにまわることが大半となり、同シーズンはマンチーニ監督就任以前に挙げた3得点にとどまった。アイルランドを控えに置くことを決定した当のマンチーニ監督からは「彼が将来のことをどう考えているかは分からないが、考えを改めて素晴らしい選手だと示すことが出来れば、昨季のように再び輝くだろう」と言われた。しかし、最終的には長年過ごしたシティを退団することになり、その際に「自分が人一倍熱心に練習に取り組んでいることは周知の事実であり、フィジカルテストでも常にトップクラスだった。その一方で鳴り物入りで加入してきた選手達の態度は傲岸不遜だった。今、シティにいる選手達の頭には忠誠心なんてものは、もう存在していないんだろうね」と吐き捨てた。

#### アストン・ヴィラ
2010-11シーズン開始時にジェームズ・ミルナーとのトレードでアストン・ヴィラFCへ期限付き移籍することが計画され、アイルランド本人も同意していたが、200万ポンドのロイヤルティーを要求したことで交渉が遅延となる。最終的に8月19日にトレード要員として実質移籍金800万ポンドでアストン・ヴィラと4年契約を締結することで決着がつき、24歳の誕生日を迎えた8月22日の敵地でのニューカッスル戦（0-6）で初出場を飾った。しかし、アストン・ヴィラでは精彩を欠いたプレーに終始していたことで、ジェラール・ウリエ監督から「守備をしない。走って戻らない。あまりにも多くボールを失う」と失望され、11月にデイリー・ミラーが掲載した"最も期待はずれの選手10人"に名を連ねる等、上手くいっておらず、12月になるとセルティックFCへの期限付き移籍の話が持ち上がり、17日には1月の移籍市場で退団したい旨をウリエ監督に伝えた。
移籍市場最終日の2011年1月31日にニューカッスル・ユナイテッドFCと完全移籍のオプション付きで2010-11シーズン終了までの期限付き移籍をすることが決定する。しかし、ニューカッスルでは加入時に負傷していたことでデビューが遅れる中、試合前夜に同僚のレオン・ベストと共にナイトクラブに繰り出す問題行動を起こして謝罪していた。4月29日のマンチェスター・ユナイテッドFC戦（0-0）で65分から待望の初出場を飾った際にファンから歓迎を受けるも、リーグ戦2試合・出場時間49分プレーした後に負傷したために離脱することとなり、アストン・ヴィラへ早期に返却された。
2011-12シーズンは退団したアシュリー・ヤングの背番号7を継承し、開幕に当たってアレックス・マクリーシュ監督が新就任したことで、心機一転して定位置奪取を宣言した。不調なチームにあって、ファンによる年間最優秀選手に選出される程の活躍を見せる中、12月21日のアーセナル戦で負傷交代した際に「彼は本当によくやっている」とマクリーシュ監督に称賛された翌日に水タバコを咥えた写真がアイルランドのパートナーによってTwitter上にアップロードされる問題が発生し、マクリーシュ監督から「彼はもっと真剣にならなくならない」と呆れられた。その騒動から約1週間後の12月31日のチェルシーFC戦（3-1）では、ヴィラでの初得点を挙げると、フランク・ランパードの横パスを奪ってからゴール前まで運んでダレン・ベントの得点を支援し、同試合の最優秀選手に選出される活躍を見せた。
続く2012-13シーズンも順調だったものの、ベントの得点を支援した9月22日の敵地でのサウサンプトンFC戦（1-4）で手首を骨折してしまい、数週間離脱することがポール・ランバート監督によって明かされた。幸先良いスタートだったにもかかわらず、負傷復帰後は定期的な出場機会を確保することが出来ず、2013年1月22日が同シーズンのヴィラでの最後の試合となる。シーズン終了後には退団濃厚になり、リザーブチームで練習をしていた。

#### ストーク・シティ
2013年9月2日、過去に師事したヒューズ監督率いるストーク・シティFCに2013-14シーズン終了までの期限付き移籍が決定し、「自分のキャリアを再び確立するための機会を与えてくれた監督に感謝したい」と再起を語ったアイルランドは、9月14日に長年在籍していた古巣のマンチェスター・シティ戦（0-0）で初出場を飾り、9月25日のフットボールリーグカップでのトレンメア・ローヴァーズFC戦（2-0）で公式戦初得点、11月9日のスウォンジー・シティAFC戦でリーグ戦初得点を挙げた。ストークで公式戦16試合3試合と定位置確保に成功したため、2014年1月14日に完全移籍を果たし、その後も活躍を続けた結果として4月15日に契約を3年延長した。

### 代表
アイルランド代表としては、年代別代表のU-15、U-16、U-17でプレーしていったが、U-18代表時代にブライアン・カー監督からスタンドで観戦するように指示されたことで言い争いに発展した。当の試合は0-4で敗北したため、カー監督は次の試合でアイルランドの起用を示唆していたが、再度除外されたことでクラブチームに戻ることを要求し、カー監督が指導している間は代表でプレーするつもりはないと憤慨した。
2006年1月、A代表も務めていたカー監督からスティーヴ・ストーントン監督が就任すると、就任第1試合目のスウェーデン戦に向けてA代表に初招集され、3月の同試合でジョン・オシェイに代わって後半から初出場を飾る。10月7日のUEFA EURO 2008予選でのキプロス戦（2-5）で初得点、2007年2月7日のサンマリノ戦ではアディショナルタイムに決勝点を挙げてチームを救い、3月24日のウェールズ戦で本拠地クローク・パークでの初得点を挙げている。この僅か4試合で3得点を記録する高い得点力を見せつけ、9月8日のテヘルネ・ポレ（en）でのスロバキア戦でも得点を挙げた。

#### 論争
2007年9月にアイルランドは論争の中心にいた。12日のチェコ戦前に祖母が亡くなったとストーントン監督に報告して代表チームを離脱することを許可されると、協会が用意したプライベートジェットで代表チームを離脱したが、後にメディアの取材によって祖母が存命していることが判明。その際に亡くなったのは父方の祖母であると釈明したが、これについても虚偽であると判明する。すると、今度は祖父は一度離婚をしており、亡くなったのは2番目の妻だったと話を変更したが、またしても虚偽であった。説明を二転三転させた後、最終的に流産した彼女に付き添うために代表チームを離脱したと真実を語り、両方の祖母に謝罪した。チームとしてはチェコ戦に敗れたことで予選突破は不可能となり、ストーントン監督に厳しく批判されている。

#### 辞退
2008年12月、2009年2月11日のジョージア戦へ向けた招集リストの発表が迫り体表復帰を示唆していたが、1月19日の招集リストには名を連ねず、これに対してリアム・ブレディアシスタントコーチは、「実際にジョバンニ・トラパットーニ監督と共に彼と会談したが、準備が出来たと感じたら我々に連絡してくれと伝えた」と報道機関に説明した。その後、暫くしても動きがなかったことで、以前の代表合宿において同僚が植毛した髪の毛を抜こうと悪ふざけが原因と報じられているが、アイルランド本人が否定している。
2月19日には、2010 FIFAワールドカップのために代表に復帰することをクラブでの同僚シェイ・ギブンに仄めかしていると報じられ、復帰間近と思われていたが、3月28日のイタリア戦と4月1日のブルガリア戦へ向けた招集リストに再び名前はなく、トラッパトーニ監督は数カ月前に会談した際、復帰に対して消極的に映ったと説明した。実際、アイルランドはインタビューで復帰することはないと語っており、2010年8月に再度拒否した。
2012年3月30日になると、UEFA EURO 2012終了後に代表復帰することを示唆していたが、2014年5月にトルコ、イタリア、コスタリカ、ポルトガルとの親善試合へ向けてマーティン・オニール新監督が連絡を試みるも失敗に終わった。

### 私生活
結婚して3人の子供を授かっており、チェシャー州プレストベリーに居を構える。天使の羽の刺青を背中に入れている。

## タイトル
個人
- FAIインターナショナル・フットボール・アワーズ（英語版）年間最優秀若手選手部門 : 2007[67]